# Torneo de San Antonio 2016
El San Antonio Open 2016 es un torneo de tenis profesional jugado al aire libre en pistas duras. Es la 1ª edición del torneo como parte de los Torneos WTA 125s en 2016. Se lleva a cabo en San Antonio, Estados Unidos, 14 al 19 de marzo de en el 2016.

## Cabeza de serie

### Individual femenino
| Tenista            | Ranking | Preclasificada |
| Daria Gavrilova    | 33      | 1              |
| Irina-Camelia Begu | 35      | 2              |
| Jeļena Ostapenko   | 40      | 3              |
| Yanina Wickmayer   | 47      | 4              |
| Teliana Pereira    | 50      | 5              |
| Misaki Doi         | 55      | 6              |
| Kirsten Flipkens   | 59      | 7              |
| Nao Hibino         | 60      | 8              |

- Ranking del 7 de marzo de 2016

### Dobles femenino
| Tenista                                  | Ranking | Preclasificada |
| Casey Dellacqua Darija Jurak             | 46      | 1              |
| Chuang Chia-jung Liang Chen              | 72      | 2              |
| Klaudia Jans-Ignacik Anastasia Rodionova | 89      | 3              |
| Anna-Lena Grönefeld Nicole Melichar      | 106     | 4              |

## Campeonas

### Individual Femenino
Misaki Doi venció a  Anna-Lena Friedsam por 6-4, 6-2

### Dobles Femenino
Anna-Lena Grönefeld /  Nicole Melichar vencieron a  Klaudia Jans-Ignacik /  Anastasia Rodionova por 6-1, 6-3